# Yen (singolo)
Yen è un singolo del gruppo musicale statunitense Slipknot, pubblicato il 5 agosto 2022 come terzo estratto dal settimo album in studio The End, So Far.

## Descrizione
Si tratta di una power ballad dal tempo lento e un cantato melodico da parte di Corey Taylor. Lo stesso frontman ha confessato a Kerrang! di essere molto entusiasta per quanto riguarda la direzione stilistica intrapresa con il brano:
La traccia include anche un assolo di scratch che ricorda da vicino il nu metal dei primi anni 2000.

## Video musicale
Il video, diretto da Shawn Crahan, è stato reso disponibile sul canale YouTube del gruppo il 22 agosto 2022.

## Tracce
Testi e musiche degli Slipknot.
1. Yen – 4:45

## Formazione
Hanno partecipato alle registrazioni, secondo le note di copertina di The End, So Far:
Gruppo
- Corey – voce
- Mick – chitarra
- Sid – giradischi
- Clown – percussioni
- Alessandro – basso
- Jay – batteria
- Michael – percussioni
- James – chitarra
- Craig – campionatore, effetti

Produzione
- Slipknot – produzione
- Joe Barresi – produzione, registrazione, missaggio al JHOC
- Matt Tuggle – assistenza tecnica
- Kelsey Porter – assistenza tecnica
- Brian Rajarantam – assistenza tecnica
- Jun Murakawa – assistenza tecnica
- Jerry Johnson – tecnico della batteria
- Billy Bowers – montaggio parti di batteria
- Bob Ludwig – mastering

## Classifiche
| Classifica (2022)                | Posizione massima |
| -------------------------------- | ----------------- |
| Stati Uniti (hard rock)          | 5                 |
| Stati Uniti (mainstream rock)    | 16                |
| Stati Uniti (rock & alternative) | 37                |